# 佩氏黏鯔
佩氏黏鯔為輻鰭魚綱鯔形目鯔科的其中一種，分布於西南太平洋的澳洲Georges河及Burnett河流域，體長可達81公分，棲息在河川、池塘，繁殖期會游至河口或近海產卵，成小群活動，以藻類、有機碎屑、小型無脊椎動物為食，可做為觀賞魚。

## 擴展閱讀
維基物種上的相關：佩氏黏鯔